# زرگان کرانه
زرگان گرانه، روستایی در دهستان مشرحات بخش غیزانیه شهرستان اهواز در استان خوزستان ایران است.

## جمعیت
بر پایه سرشماری عمومی نفوس و مسکن در سال ۱۳۹۵، جمعیت این روستا برابر با ۷٬۷۴۴ نفر (۲٬۴۲۴ خانوار) بوده است.